# 中國化學製藥
中國化學製藥股份有限公司（英語：China Chemical & Pharmaceutical Co., Ltd.，簡稱：中化製藥、中化醫藥集團、縮寫：CCPC），是台灣的一家製藥公司，總部位於臺北市。

## 歷史
中國化學製藥是由王民寧成立於1952年。1978年，中國化學製藥成為台灣第一家實施GMP制度的藥廠。目前中國化學製藥除了台北總公司以外，在新竹縣新豐鄉、臺中市西屯區和臺南市官田區都設有工廠。

## 關係企業

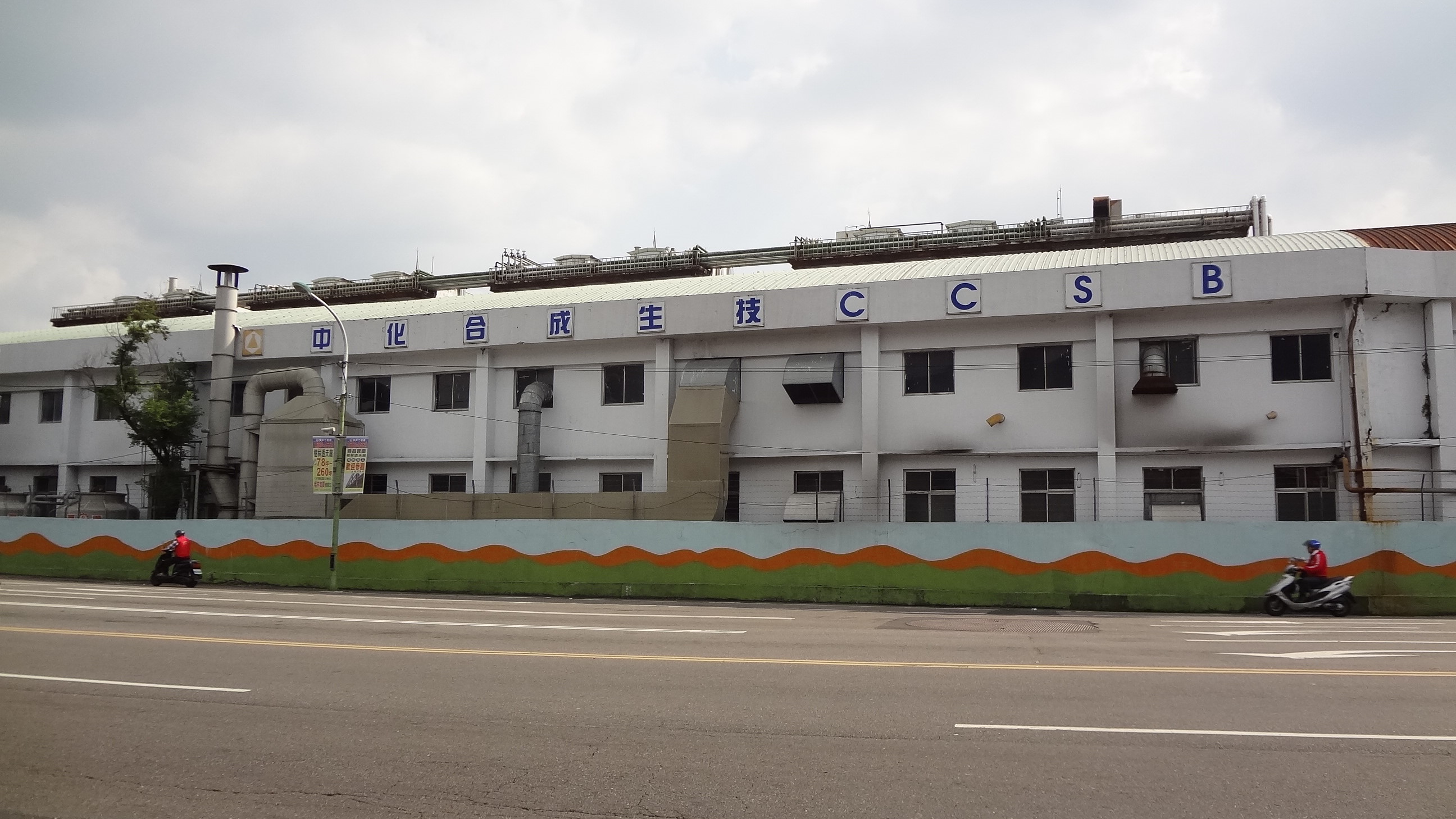
中化合成生技總部

- 中化合成生技股份有限公司
- 中化控股股份有限公司
- 中化動藥股份有限公司
- 中化裕民健康事業股份有限公司
- 台容開發股份有限公司
- 中化銀髮事業股份有限公司
- 中化健康生技股份有限公司
- 蘇州中化藥品工業有限公司
- 蘇州中化裕民醫藥有限公司

## 爭議事件

### 違反公職人員利益迴避挨罰4900萬
時任臺北市長馬英九胞姊馬以南2001年、2004年先後出任中國化學製藥公司副總經理及旗下中化裕民健康事業公司董事期間，2度標到臺北市立聯合醫院藥品採購案，金額共1億5311萬元，事後中化製藥、中化裕民各遭法務部依《公職人員利益衝突迴避法》開罰2000萬、2900萬元，兩公司先後提告抗罰，最高行政法院於2017、2018年分別判兩公司敗訴確定。

### 總經理王勳聖涉背信、挪用公款
2020年，中國化學製藥總經理王勳聖被起訴在任董事長期間以公司資金償還其個人應支付的金錢，台灣高等法院依背信罪將他判刑6月、可易科罰金，沒收犯罪所得1650萬8077元。2020年11月，王勳聖再因挪用公款判囚3年1月定讞。檢方起訴指控，王勳聖在2011年間，用中化公司的資金，補償友人林鴻聯（聯邦企業集團創辦人林榮三長子）因支持其連任董事長而未於股價高點出脫中化公司股票所失利益，又共同侵占中化公司100％持有海外之孫公司鼎茂公司的美金52萬1160元，匯入林所指定之人頭戶，使林鴻聯取得；並在2012年間，將鼎茂公司之美金58萬4768元從鼎茂公司輾轉匯出，再佯以林鴻聯所指定之人頭名義匯款予中化公司，偽裝成該人頭向中化公司購買上開友嘉公司股票所支付之價金，而無償取得該股票。

### 性騷擾事件
2020年新聞報導，中國化學製藥新竹廠發生46歲魏姓股長性騷擾2名女下屬；2名被害者稱，7年來長期被魏男猥褻，四度申訴皆因「無證據」不了了之，後攜帶手機蒐證，當場拍下「魏男脫褲頂撞其中一女」。事後廠方以手機拍照違反內規為由，將受害者記小過懲處。2021年1月新竹縣政府勞工處表示，該處罰屬《性別工作平等法》第36條所指的「不利處分」，勞工處將依該法第38條繼續開罰，直到廠方改善為止。

## 外部連結
- 中國化學製藥官方網站（页面存档备份，存于）
- 中國化學製藥六十週年網站（页面存档备份，存于）
- 台灣公司資料 （页面存档备份，存于）